# Archichlora andranobe
Archichlora andranobe är en fjärilsart som beskrevs av Pierre E.L. Viette 1978. Archichlora andranobe ingår i släktet Archichlora och familjen mätare. Inga underarter finns listade i Catalogue of Life.